# Gåsholma
Gåsholma är ett fiskeläge i Hamrånge socken i Gävle kommun i Gävleborgs län.
Gåsholma fiskeläge ligger vid Gästrikekusten cirka 5 mil norr om Gävle. Samhället ligger på fastlandet längst ut på Sundmarsnäset. Halvön gränsar i väster mot Axmar by och norr om denna Axmar hytta. 
Axmarhögen utmed vägen ut till Gåsholma visar att människor bott här sedan lång tid tillbaka.
De största öarna utanför fiskeläget är Synskär, Gåsholmen och Gåshällen.
Ända sedan medeltidens slut förekom strömmingsfiske längs Gästrikekusten. Gåsholma har gamla anor men det är oklart när det började bebyggas. 
Gåsholmen är känd som lotsplats sedan tidigt 1700-tal. De närliggande brukens verksamhet var orsaken till behovet av lotsning. Först i slutet av 1800-talet blev Gåsholma en officiell kronolotsplats. År 1900 hade Gåsholma 130 invånare och var sedan under seklets första hälft en livaktig ort, helt uppbyggd kring fisket och lotsverksamheten. Då bodde där 14 åretruntboende fiskarfamiljer. År 1886 fick samhället skola och 1908 öppnade den första handelsboden. Vägen byggdes först 1931. Under 1930- och 1940-talen fanns även en liten poststation. 
Sedan 1950-talet har samhället förändrats. Fiskeriverksamheten minskade liksom befolkningen. Skolan lades ner. År 1967 upphörde lotsverksamheten och samma år stängde butiken. Under 1960-talet övergick allt fler fastgheter till att bli fritidsbebyggelse. År 1982 hade Gåsholma 25 bofasta invånare. 
Bebyggelsen präglas av rödfärgade sjöbodar, äldre bostadshus och ekonomibyggnader.